# Минијаде
Минијаде су у грчкој митологији биле кћери краља Миније који је владао Орхоменом. Звале су се Леукипа, Арсиноја (или Арсипа) и Алкатоја (или Алкитоја). 

## Митологија
Према миту, Минијаде су се претвориле у слепе мишеве или ноћне птице и у вези са тим постоји неколико различитих прича.
Према једној, када су друге жене из Орхомена отишле у брда да славе бога Диониса, Минијаде су одбиле да пођу са њима и остале су у кући да преду вуну. Међутим, у просторији у којој су боравиле, почела су да се дешавају разна чудеса; бршљан и лоза су почели да обавијају њихов разбој, змије су зашиштале из котарице са вуном, а собу су испунили омамљујући мириси и мистична светлост. Преплашене, покушале су да се сакрију у углове собе, рукама терајући насталу ватру. Тада су увиделе да су се њихове руке преобразиле у крила, а њихов врисак у пиштање.
Према другој причи, сестре су у свом лудилу виделе Леукипиног сина Хипаса као животињу, па су га растргле. Након тога су отрчале у брда да славе бога Диониса, али су их Баханаткиње отерале, видевши их умрљане крвљу.
Према једној од верзија, Минијаде је у птице претворио Хермес.